# Barœul
De Baroeul (1066: Bazerol, 1136: silva de Barul, 1202: Baerol, 1223: Baeruel, 1224: Baroel) was een fiscaal domein in Rijsels-Vlaanderen dat zich uitstrekte over de parochies Marcq-en-Barœul, Wasquehal, Flers, Mons-en-Barœul en Fives. Het behoorde tot het Merovingische en Karolingische kroondomein Annappes, dat de graaf van Vlaanderen zich toe-eigende bij het wegvallen van het centraal gezag. De Barœul omvatte onder meer het “silva de Barul” (woud van Barœul), een leen van de Rijselse burggraven, dat in 1243 werd verkocht aan Margaretha van Constantinopel, gravin van Vlaanderen, ten voordele van de door haar gestichte Abdij van Flines.